# Jasione vivace
Jasione laevis
Espèce
Classification phylogénétique
La Jasione vivace ou  Jasione des jardins (Jasione laevis syn. Jasione perennis) est une plante herbacée vivace de la famille des Campanulacées.

## Description
Plante de 2 à 50 cm de haut se reproduisant par stolons. Tige nue dans sa partie haute, feuilles allongées et poilues, inflorescence à bractées larges et dentées, calice glabre.

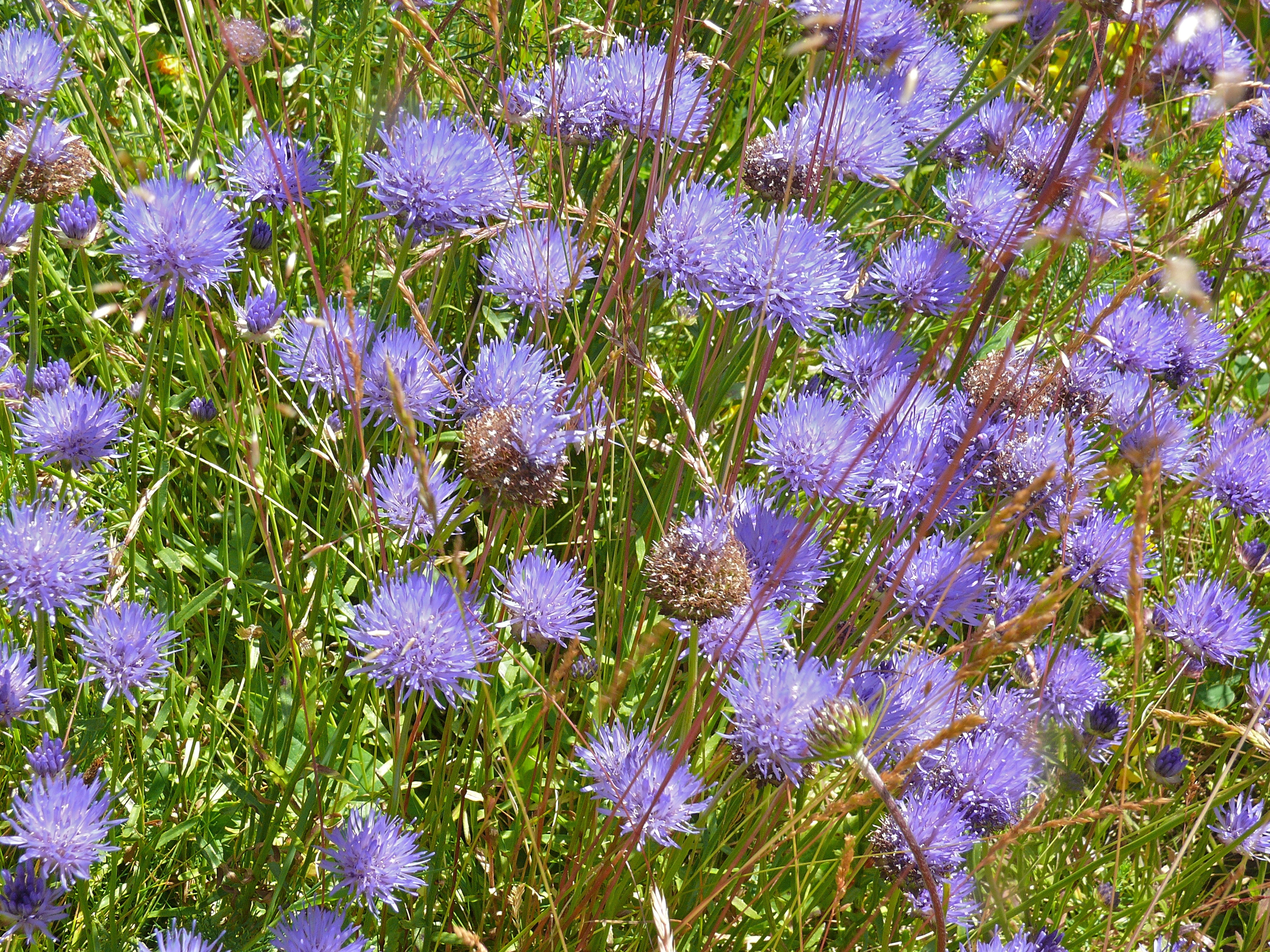
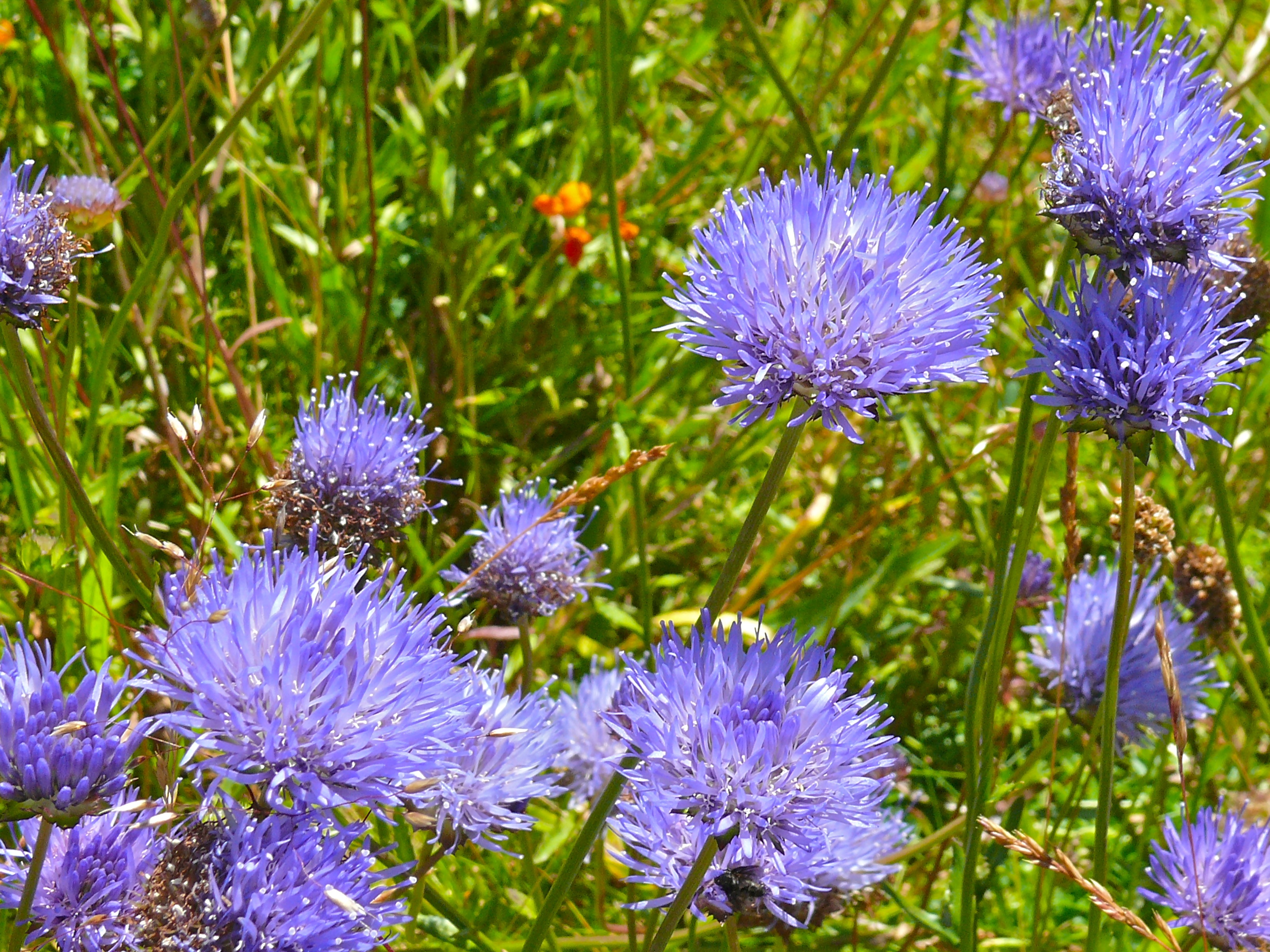

## Habitat et répartition
La Jasione vivace croît dans les pelouses sèches et les rocailles uniquement sur sol siliceux dans les Vosges, le Massif central et les Pyrénées, à une altitude de 500 à 1 900 m. Elle est absente des Alpes et du Jura.